# N44
N44 ist ein Emissionsnebel in einer Satellitengalaxie der Milchstraße, der großen Magellanschen Wolke, im Sternbild Schwertfisch. Der Emissionsnebel wurde von Karl Henize im Jahr 1956 mit einer Ausdehnung von 1.000 Lichtjahren und einer Entfernung von 160.000–170.000 Lichtjahren katalogisiert. N44 hat eine Superbubble-Struktur, die durch den Strahlungsdruck einer zentralgelegenen Gruppe von 40 Sternen geformt wird; die Sterne sind blauweiß und sehr leuchtkräftig. Eine kleinere Blase, die mit N44F bezeichnet wird, ist in ähnlicher Weise entstanden; sie hat einen heißen und massereichen Zentralstern mit einem starken Sternenwind, welcher eine Geschwindigkeit von 7 Millionen Kilometern pro Stunde hat und etwa 100 Millionen Mal mehr Material transportiert als der der Sonne. In anderen Bereichen N44 sind Staubsäulen entstanden, in denen Sterne entstehen. Die unterschiedlichen Dichten sind wahrscheinlich durch vergangene Supernovae im Umfeld von N44 entstanden. Dies wird auch durch die Röntgenstrahlung erhärtet, die N44 ausstrahlt.
Die Nebelstruktur fiel bereits den ersten Beobachtern auf und sie notierten die Position besonders heller Bereiche, die dann im New General Catalogue oder im Index Catalogue verzeichnet wurden.

Aufnahmen des Hubble-Weltraumteleskops
Gesamtansicht von N44
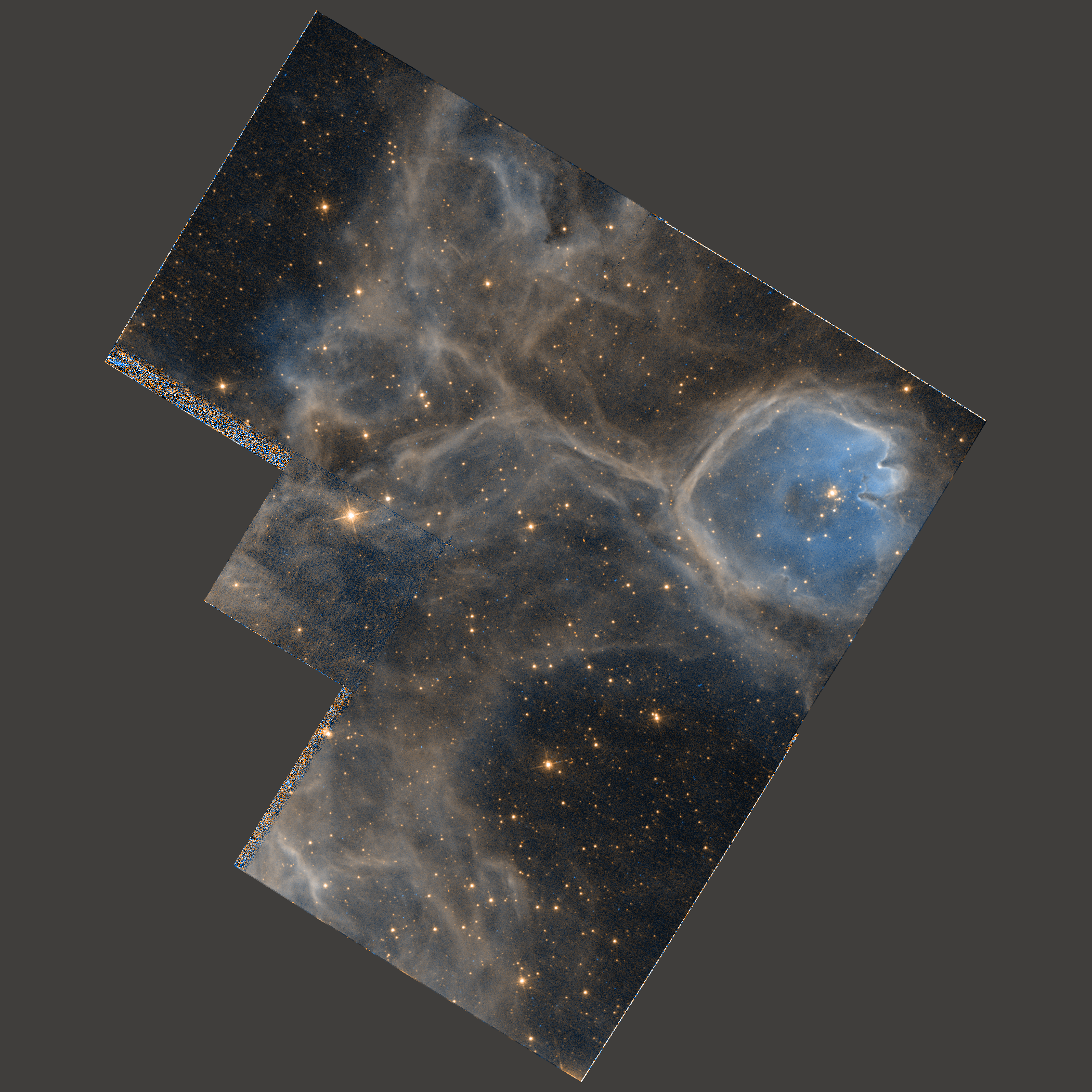
NGC 1929 oder N44F
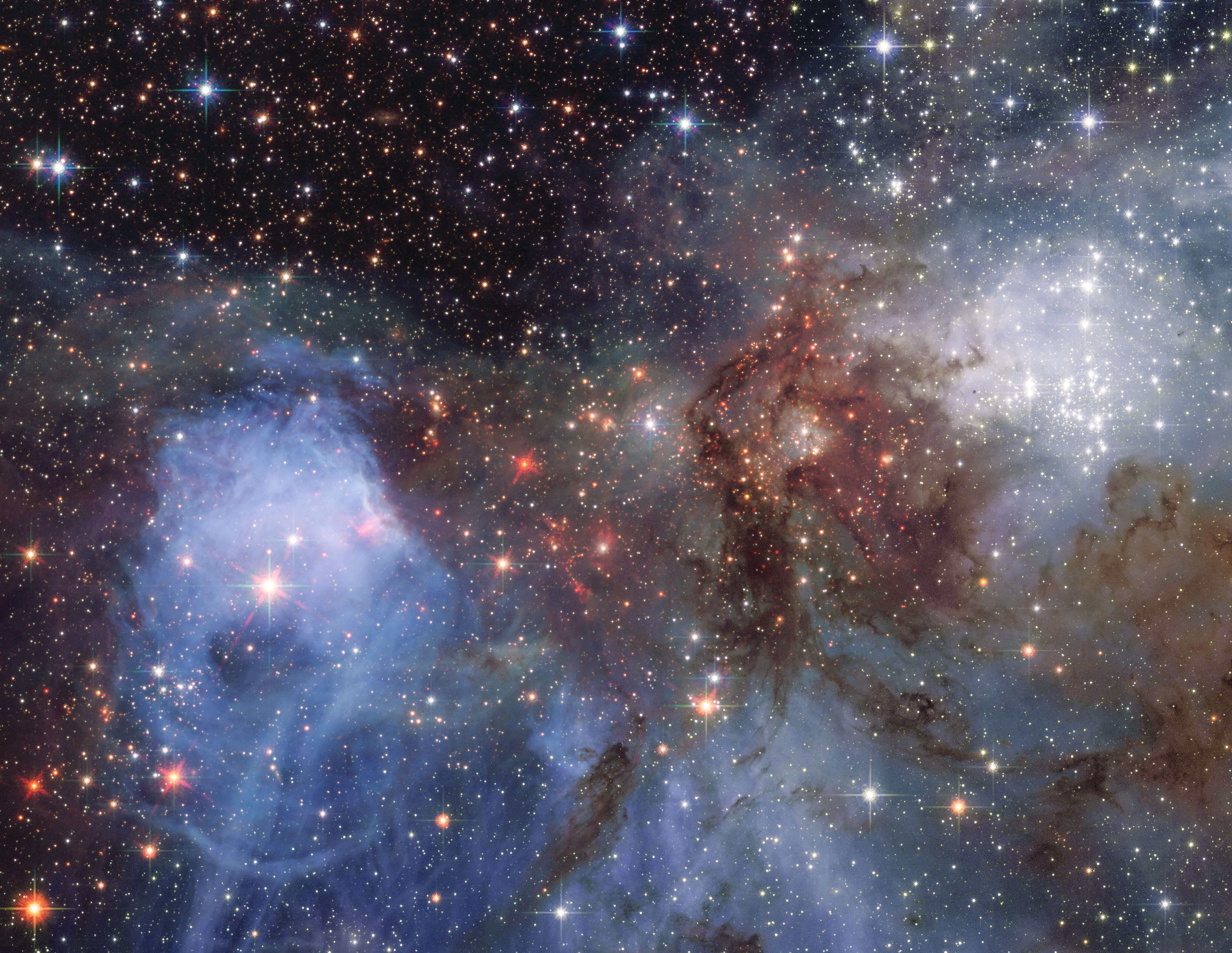
NGC 1935 (auch IC 2126) und NGC 1936 (auch IC 2127 oder N44C)

## Belege
1. ↑   A Surprising Superbubble In: ESO Picture of the Week, ESO Picture of the Week. Abgerufen am 3. September 2012 (englisch).
2. ↑   A Surprising Superbubble In: ESO Picture of the Week, ESO Picture of the Week. Abgerufen am 3. September 2012 (englisch).
3. ↑  Simbad LMC N44
4. ↑  Simbad LMC N44
5. ↑  H. Nakajima: Exploring High Energy Activities in the Superbubble N44 With XMM-NEWTON. In: The X-Ray Universe Symposium. European Space Agency, 26. September 2005, archiviert vom Original am 14. Juli 2014; abgerufen am 10. Mai 2012 (englisch).
6. ↑  Peter Michaud: Gemini Looks Down the Mouth of an Interstellar Cavern. Gemini Observatory, 4. Januar 2006, abgerufen am 10. Mai 2012 (amerikanisches Englisch).
7. ↑  N44 in the Large Magellanic Cloud (Central Region). ESO, 3. November 2003, abgerufen am 7. Mai 2012 (englisch).
8. ↑  Roses in the Southern Sky. ESO, 3. November 2003, abgerufen am 7. Mai 2012 (englisch).
9. ↑  Jamie Wilkins; Robert Dunn: 300 astronomical objects : a visual reference to the universe. Firefly Books, Buffalo, N.Y 2006, ISBN 1-55407-175-5 (englisch).
10. ↑  The N44 Superbubble. NASA, 6. Februar 2006, abgerufen am 17. Oktober 2017.
11. ↑  Detail of N44 in the Large Magellanic Cloud. ESO, 22. Juni 1999, abgerufen am 7. Mai 2012 (englisch).